# Anny Rüegg
Anny Rüegg, švicarska alpska smučarka, * 1912, Chur, Švica, † 1. maj 2011, Zürich, Švica.
Nastopila je na treh svetovnih prvenstvih v letih 1933, 1934 in 1935. Osvojila je dva naslova svetovne prvakinje v smuku leta 1934 in slalomu leta 1935, srebrno medaljo v kombinaciji leta 1935 ter bronasti medalji v kombinaciji leta 1934 in smuku leta 1935.